# NGC 641
NGC 641 é uma galáxia elíptica (E-S0) localizada na direcção da constelação de Phoenix. Possui uma declinação de -42° 31' 39" e uma ascensão recta de 1 horas, 38 minutos e 39,0 segundos.
A galáxia NGC 641 foi descoberta em 5 de Setembro de 1834 por John Herschel.